# Santa Monica Track Club
Der Santa Monica Track Club ist ein Leichtathletikverein in den USA. Er wurde 1966 gegründet und brachte zahlreiche erfolgreiche Leichtathleten hervor. Von 1966 bis 1970 war Mihály Iglói der Trainer, sodass der Schwerpunkt auf Mittel- und Langstrecken lag. 1972 verwandelte der Trainer und Manager Joe Douglas den Verein in einen post-college Leichtathletikverein, sodass nun vor allem internationale Athleten, die für Starts in den USA eine Clubzugehörigkeit benötigten, zu den Mitgliedern zählten; zu ihnen zählten Carl Lewis und Leroy Burrell.

## Bekannte Mitglieder
- Carl Lewis
- Leroy Burrell
- Kevin Young
- Steve Lewis
- Michael Marsh
- Danny Everett
- Joe DeLoach
- Michelle Finn-Burrell
- Kirk Baptiste
- Johnny Gray
- Carol Lewis
- Floyd Heard
- Bayano Kamani